# Rauvolfia sachetiae
Rauvolfia sachetiae är en oleanderväxtart som beskrevs av F.R. Fosberg. Rauvolfia sachetiae ingår i släktet Rauvolfia och familjen oleanderväxter. Inga underarter finns listade i Catalogue of Life.